# Harvey Nash
Harvey Nash is een Engelse beursgenoteerde onderneming die zich richt op werving en selectie van leidinggevend personeel. Het bedrijf heeft kantoren in Noord-Amerika, Europa en Azië en is als dochtermerk het vlaggenschip van Nash Squared (voorheen bekend als Harvey Nash Group).

## Organisatiestructuur

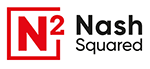
Logo van Nash Squared, de groep waarin Harvey Nash en zustermerken samenwerken

Harvey Nash rekruteert personeel voor de technologische en digitale sector. De onderneming heeft de naam behouden van de Harvey Nash Group, het moederbedrijf dat in 2022 hernoemd is tot Nash Squared. Andere ondernemingen onder de paraplu van Nash Squared zijn:
- Crimson; Microsoft-ontwikkelingspartner in het Verenigd Koninkrijk.
- Spinks; personeelsbehoeften van start-ups en scale-ups.
- Talent-IT; adviesbureau voor werving en personeelsmanagement in België.
- Flexhuis; uitbesteding van rekrutering en personeelsmanagement.

NashTech, dat sinds 2000 IT- en technologische diensten aanbood onder de paraplu van Nash Squared, is in 2024 overgenomen door PAG, een investeringsbedrijf dat zich richt op Azië en de Pacific.

## Geschiedenis
Harvey Nash werd in 1988 opgericht in Londen, waarna het nieuwe vestigingen opende, nieuwe markten aanboorde en het dienstenaanbod diversifieerde. Met een beursgang (IPO) in april 1997 werd kapitaal opgehaald voor uitbreiding in Europa, de VS en Azië, zowel door overnames als organische groei. Tegen 2000 was Harvey Nash een wereldwijd IT-wervingsbureau.
In 2017 werd het Britse IT- en wervingsbedrijf Crimson Limited overgenomen en in 2021 het Amerikaanse Latitude 36, dat in dezelfde sector actief was. In 2023 breidde de onderneming uit naar Canada. 

## Portfolio (selectie)
- 1998: Rekrutering van Nederlandse accountants voor de Engelse stad Norwich.[5]
- 2024: Global tech talent and salary report, een rapport van onderzoek naar de tevredenheid en ambities van Britse technologie-werknemers.[6]

## Meer lezen
- (en) Angelica Mari, Interview: Bev White, chief executive, Harvey Nash. Computer Weekly (15 mei 2020).